# Sowjetische Besetzung Lettlands 1940

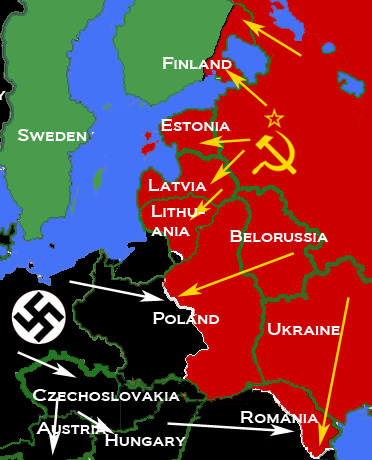
Ausweitung des deutschen und sowjetischen Machtbereichs in Mittel- und Osteuropa (1938–1941)

Die Sowjetische Besetzung Lettlands 1940 war die erste gewaltsame Besetzung der Republik Lettland durch die Sowjetunion im Zweiten Weltkrieg. Sie dauerte bis zum deutschen Unternehmen Barbarossa.

## Ablauf

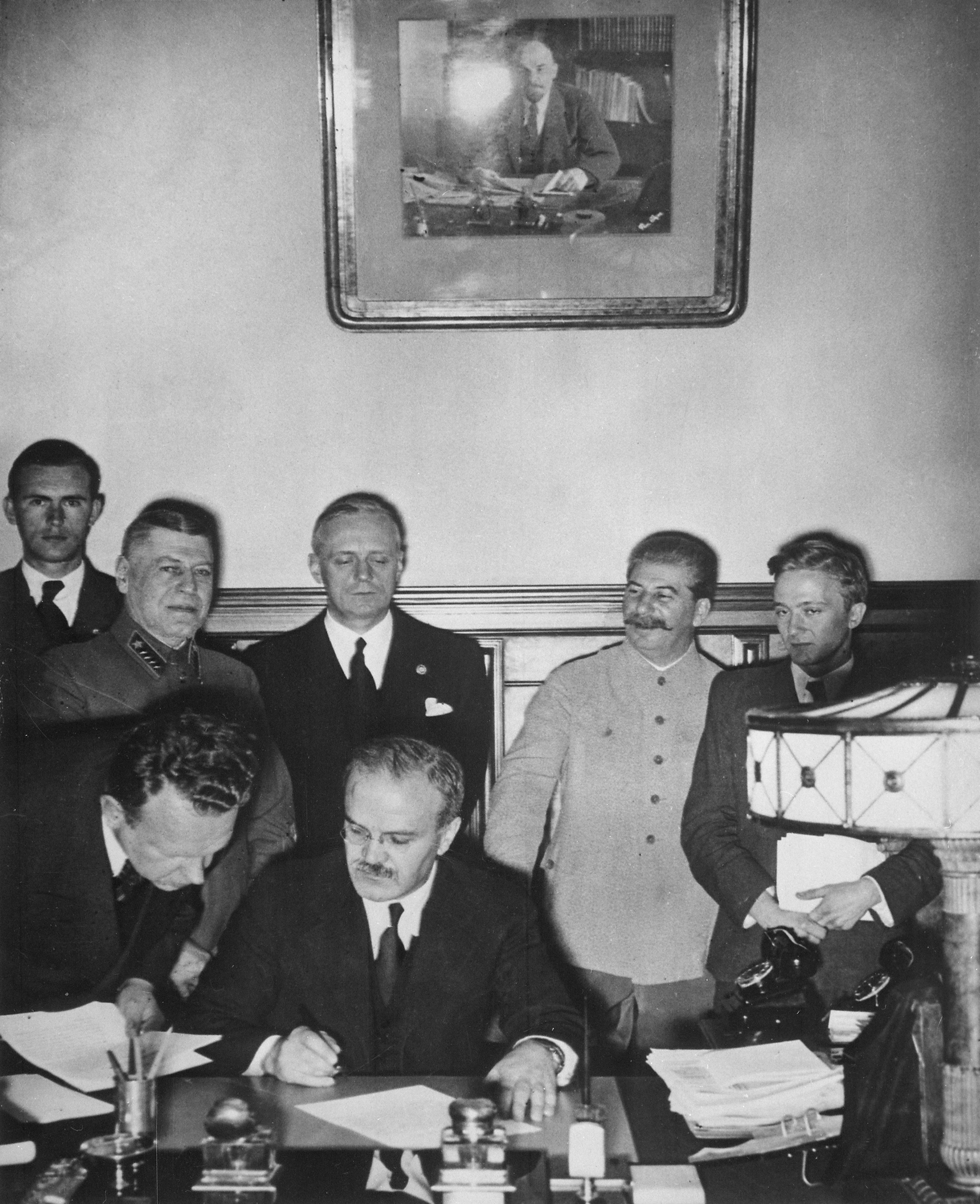
Abschluss des Molotow-Ribbentrop-Vertrags

Konkrete Planungen zu einer militärischen Ausdehnung der Sowjetunion nach Westen bestanden seit 1938. Durch den Abschluss des deutsch-sowjetischen Nichtangriffspaktes (Molotow-Ribbentrop-Pakt) erhielt der Diktator Josef Stalin dann freie Hand zur Einverleibung der osteuropäischen Kleinstaaten des ehemaligen Cordon sanitaire. Stalin sagte am 2. Oktober 1939 zum lettischen Außenminister Vilhelms Munters bezüglich der Anerkennung Lettlands auf ewige Zeiten im Friede von Riga:

„Was 1920 geschah, muss nicht immer so bleiben. Schon Peter der Große sorgte sich um einen Zugang zum Meer. In jüngster Zeit hatten wir keinen Zugang; diese Situation muss sich ändern.“

Die Rote Armee hatte damals starke Kräfte an der Grenze zum Baltikum konzentriert. Im September 1939 besetzte sie den östlichen Teil Polens. Im Oktober 1939 erhielten die Regierungen von Litauen, Lettland, Estland und Finnland zeitversetzt Ultimaten, die die Eröffnung von sowjetischen Militärbasen in diesen Ländern forderten. Stalin ließ an der lettischen Grenze rund 170.000 Soldaten der 7. Armee aufmarschieren. Sie hatten Befehl, auf Riga vorzustoßen, falls die Regierung Lettlands sich dem Ultimatum nicht beugen sollte. Unter diesem Druck unterzeichnete der lettische Präsident Kārlis Ulmanis zwangsweise eine Serie von Verträgen, welche unter anderem die Stationierung von etwa 30.000 Rotarmisten, der doppelten Personalstärke von Lettlands Armee, zur Folge hatte.
Auf deutscher Seite nahm man an, dass eine sowjetische Besetzung unmittelbar bevorstand und auf Initiative des estlanddeutschen Nationalsozialisten Erhard Kroeger wurde Hitler von der Umsiedlung der Deutsch-Balten überzeugt. Die Deutsch-Balten wurden im Einvernehmen mit der Sowjetunion unter dem Motto Heim ins Reich nach dem Abschluss des Umsiedlungsvertrags mit Lettland vom 30. Oktober 1939 unvorbereitet und improvisiert unter der Leitung des Reichskommissar für die Festigung des deutschen Volkstums Heinrich Himmler im Wartheland und in Danzig-Westpreußen angesiedelt. Aus Rücksicht darauf wartete Stalin zunächst mit weiteren Schritten gegenüber Lettland. Die Einverleibung Lettlands war zunächst für den April 1940 vorgesehen, wurde jedoch noch einmal verschoben, da der bevorstehende Angriff der Wehrmacht im Westen die Aufmerksamkeit der Weltöffentlichkeit auf diesen Schauplatz lenken würde.
Im Sommer 1940 standen mehrere sowjetische Armeen bereit, um das Baltikum, wenn nötig gewaltsam, zu besetzen. Im Morgengrauen des 15. Juni 1940 überfielen Einheiten des NKWD den lettischen Grenzposten Masļenki und den Grenzposten in Šmaiļi („Masļenki-Überfall“). Sie töteten drei Grenzschützer, eine Frau und ein Kind. 37 Zivilisten wurden in die Sowjetunion verschleppt.
Am 16. Juni überreichte Molotow dem lettischen Gesandten in Moskau ein neues Ultimatum. Ulmanis hatte – so die sowjetische Forderung – unverzüglich zurückzutreten und der unbegrenzten Aufstockung des sowjetischen Militärkontingents zuzustimmen. Von Moskau aufgelistete Personen sollten zu einer neuen Regierung ernannt werden. Noch bevor das Ultimatum um 23 Uhr Moskauer Zeit ablief, begannen stationierte und einmarschierende Verbände der Roten Armee bereits wichtige Punkte im Land zu besetzen. Am 17. Juni war die Besetzung Lettlands durch die Rote Armee abgeschlossen. Ulmanis befahl, keinen Widerstand zu leisten, und ernannte wie gefordert eine neue Regierung sowie Augusts Kirhenšteins zu seinem Nachfolger. Am 18. Juni erschien der Beauftragte Stalins für den Anschluss, Andrei Januarjewitsch Wyschinski, in Riga. Obwohl Lettland nach wie vor ein unabhängiger Staat war, wurden Angehörige der führenden Gesellschaftsschichten durch Tschekisten in Massen verhaftet, nach Russland deportiert oder auch erschossen. General Ludvigs Bolšteins, der Kommandeur der Nationalgarde der Republik Lettland, erschoss sich am 21. Juni, nachdem er eine „Notiz für meine Vorgesetzten“ verfasst hatte:

„Wir, die Letten, haben uns ein neues Haus gebaut – unser Land. Jetzt will eine fremde Macht uns zwingen, es selbst abzureißen. Daran kann ich mich nicht beteiligen.“

Am 14. und 15. Juli 1940 wurden Scheinwahlen zu einem neuen Volksparlament abgehalten. Zur Wahl war nur eine Wahlliste zugelassen, der von der Sowjetunion gesteuerte „Block der Werktätigen des Volkes“ (Darba tautas bloks). Die einzige Aufgabe des Volksparlamentes war, die sowjetische Annexion Lettlands vorzubereiten. Eine Abordnung der neuen Parlamentarier reiste nach Moskau und „bat“ um die „Aufnahme“ in die Sowjetunion. Am 5. August 1940 beschloss der Oberste Sowjet der Sowjetunion die Eingliederung Lettlands in die Sowjetunion. Mit Errichtung der Lettischen SSR (LSSR) hörte so auch die Republik Lettland de facto auf zu bestehen. Der Artikel 58 des Strafgesetzbuches der RSFSR, der konterrevolutionäre Aktivitäten mit Strafe bedrohte, wurde in der Lettischen SSR rückwirkend in Kraft gesetzt, sodass jeglicher Einsatz für die Unabhängigkeit und Freiheit der Republik Lettland seit 1918 potentiell strafbar wurde. Dieser Gummiparagraph wurde eingesetzt, um den Stalinismus in der LSSR durchzusetzen. Doch der Widerstand der lettischen Bevölkerung gegen die sowjetische Besetzung hielt an. Sie hissten die Flagge Lettlands, sangen Dievs, svētī Latviju, die Nationalhymne, und legten am Freiheitsdenkmal Blumen nieder.
Daraufhin wurden etwa 35.000 Letten 1940 und 1941 nach Sibirien deportiert, davon allein 15.000 in der Nacht vom 13. auf den 14. Juni 1941. Ein Drittel der in jener Nacht deportierten Letten waren Juden. Das Gedenkbuch Aizvestie (Die Verschleppten) nennt 15.424 Namen. An den sowjetischen Bahnhöfen, an denen die Verschleppten nach tage- oder wochenlanger Fahrt in Viehwaggons ankamen, trennten die Wachmannschaften die Männer von ihren Frauen. Die Männer wurden in die Lager des Gulag verbracht. Die geheimen Befehle zur Deportation der Letten hatte Iwan Serow, General des NKWD, bereits am 11. Oktober 1939, sechs Tage nach dem Sowjetisch-Lettischen „Beistandsabkommen“, unterzeichnet. Die Abläufe der Verschleppung hatte das Zentralkomitees der KPdSU am 14. Mai 1941 mit der Direktive Nr. 1299-526 an das Volkskommissariat für Staatssicherheit verfügt.
Mit dem deutschen Überfall auf die Sowjetunion am 22. Juni 1941 begann die deutsche Besetzung Lettlands im Zweiten Weltkrieg. Sie dauerte knapp vier Jahre, bis kurz vor Ende des Zweiten Weltkriegs 1945, worauf die Lettische SSR wiederhergestellt wurde und bis zum Zerfall der Sowjetunion und der Errichtung der Republik Lettland 1990 bestand.

## Nachwirkungen und Bedeutung in der Innenpolitik ab 1990
Das lettische diplomatische Korps in der westlichen Welt erkannte die Inkorporation in die Sowjetunion nicht an. Um die Staatskontiniutät aufrechtzuerhalten, übernahm der Botschafter in London Kārlis Zariņš die Vertretung der Interessen des lettischen Staates. Seitens der westlichen Großmächte, insbesondere der USA, wurde die Einverleibung des Baltikums durch die UdSSR niemals völkerrechtlich anerkannt.
Um eine solche völkerrechtliche Legitimität vorzutäuschen, waren die Ereignisse sowjetischerseits propagandistisch vorbereitet und begleitet worden. Das Vorgehen dabei hatte viele Gemeinsamkeiten zum zwei Jahre vorher erfolgten Anschluss Österreichs an das deutsche Reich, was auch bereits von den zeitgenössischen Kommentatoren betont wurde. Die Sowjetunion behauptete, in Lettland habe 1940 eine revolutionäre Situation bestanden. Durch spontane Demonstrationen und Streiks der Arbeiterklasse sei das „morsche faschistische Ulmanis-Regime“ zum Einsturz gekommen. Die Arbeiterklasse unter Führung der verbotenen LKP sei es auch gewesen, die die verbrüderten Soldaten der Roten Armee zu Hilfe gerufen habe, um die öffentliche Ordnung aufrechtzuerhalten. Die Existenz eines Zusatzprotokolls zum Molotow-Ribbentrop-Vertrag wurde verschwiegen. Mehrere Jahrzehnte lang bis zum Zusammenbruch der Sowjetunion, hatten öffentlich ausgesprochene Abweichungen von dieser Geschichtsfälschung ernste Konsequenzen bzw. Haft für dadurch zu Dissidenten gewordene Personen zur Folge. Während der Zeit von Glasnost und Perestroika tat dies der ehemalige Rotarmist, Kommunist und Zeitzeuge Mavriks Vulfsons zum ersten Mal in aufsehenerregender Weise ungestraft.
Das Datum der Okkupation hat bis heute Auswirkungen auf die im Lande lebende russische Bevölkerung. Nach der Wiedergewinnung der Unabhängigkeit Lettlands 1990/1991 wurde der 16. Juni 1940 nämlich zum Stichtag für die Staatsbürgerschaft. Jeder, der oder dessen Vorfahren später ins Land kam, galt als illegal eingereist und hatte ein Einbürgerungsverfahren zu durchlaufen, um die Staatsbürgerschaft zu erlangen. Unter anderem aus diesem Grund wurde seitens der pro-russischen Parteien an der sowjetischen Geschichtsversion eines freiwilligen Beitritts zur UdSSR festgehalten bzw. eine gewaltsame Okkupation bestritten. Im Jahr 2011 wurden zum ersten Mal von einem Redner der Partei Saskaņas Centrs die Worte „50 Jahre Okkupation“ ausgesprochen und damit indirekt als Fakt anerkannt.